# Blanchard-Gletscher
Der Blanchard-Gletscher ist ein Gletscher an der Danco-Küste des Grahamlands auf der Antarktischen Halbinsel. Er mündet zwischen dem Garnerin Point und dem Sadler Point in die Wilhelmina Bay.
Teilnehmer der Belgica-Expedition (1897–1899) des belgischen Polarforschers Adrien de Gerlache de Gomery nahmen eine erste Kartierung vor. Das UK Antarctic Place-Names Committee benannte ihn 1960 nach dem französischen Luftfahrtpionier Jean-Pierre Blanchard (1753–1809), dem 1785 gemeinsam mit dem US-Amerikaner John Jeffries die erste Überquerung des Ärmelkanals in einem Ballon gelungen war.